# Magnetisörens femte vinter (film)
Magnetisörens femte vinter, dansk-norsk-svensk film från 1999 baserad på Per Olov Enquists roman med samma namn.

## Handling
En tysk magnetisör och läkare kommer till en liten stad i norra Sverige 1819. I staden bor en doktor med sin blinda dotter. Magnetisören påstår att han kan bota blindheten och övertalar doktorn att behandla dottern. Behandlingen lyckas och magnetisören startar en praktik i staden, men allt är inte som det ska vara.

## Om filmen
Filmen spelades in den 10 mars - 12 juni 1998 i Røros och Oslo. Den hade premiär den 5 mars 1999, är tillåten från 11 år och har även visats på SVT2.

## Rollista (urval)
- Rolf Lassgård - Selander
- Ole Lemmeke - Meisner
- Johanna Sällström - Maria
- Gard B. Eidsvold - Stenius
- Robert Skjærstad - Vävaren
- Stina Ekblad - hushållerskan
- Lena Nilsson - fru Hofverberg
- Erland Josephson - herr Hofverberg
- Björn Granath - landshövding Aspelin
- Malin Cederbladh - Eva-Stina
- Astrid Kruse - Maria, 10 år
- Fredrik Hiller - en patient
- Rolf Eberg - kusk 1
- Lars Haldenberg - kusk 2
- Göran Forsmark - korpralen
- Eva Röse - Sofie
- Stian Arntzen Bonnevie - en pojke
- Börje Ahlstedt - apotekaren
- Eva Svensson - kvinna 1
- Carina Jingrot  kvinna 2
- Bergljót Árnadóttir - Helena Bolin
- Måns Westfelt - herr Krüger
- Sossen Krohg - herr Krügers värdinna

## Utmärkelser
- 2000 - Rouen Nordic Film Festival - Juryns stora pris - Morten Henriksen
- 2000 - Robert Festival - Årets fotografering - Dirk Brüel
- 2000 - Robert Festival - Årets kostymer - Katja Watkins
- 2000 - Robert Festival - Årets sminkör - John Kindahl
- 2000 - Robert Festival - Årets scenograf - Karl Juliusson
- 2000 - Robert Festival - Årets ljud - Niels Arild